# فرانك هيو
فرانك هيو (بالإنجليزية: Frank Vaughan)‏ هو لاعب دوري الرغبي أسترالي، ولد في 1918، وتوفي في 23 يوليو 2014.